# Castelo de Aberdeen

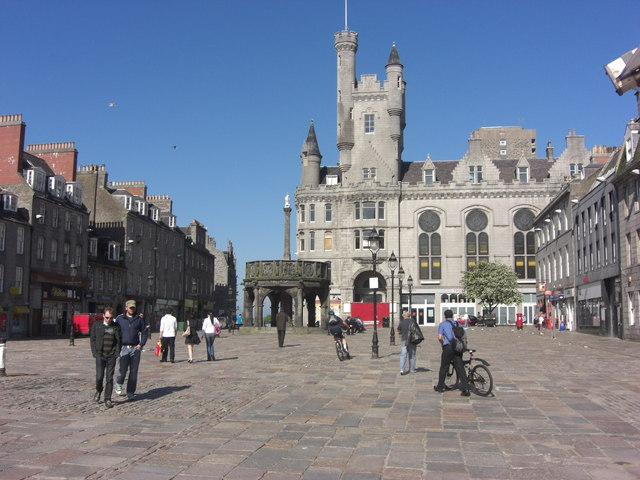
Castelo de Aberdeen

O Castelo de Aberdeen (em língua inglesa Aberdeen Castle) foi uma fortificação localizada em Aberdeen na Escócia.

## História
A 14 de abril de 1296, o rei inglês Eduardo I chegou a Aberdeen e ficou no castelo durante a passagem pela costa leste.